# Målagölen, Blekinge
Målagölen är en liten göl på gränsen mellan Karlskrona kommun och Ronneby kommun i Blekinge och ingår i Nättrabyåns huvudavrinningsområde.